# Louis Boisrond Tonnerre

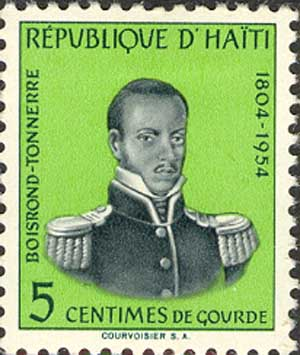
Louis Boisrond Tonnerre na haitańskim znaczku pocztowym

Louis Félix Mathurin Boisrond-Tonnerre (ur. 1776 zm. 23/24 października 1806) – haitański polityk i pisarz.
Pełnił funkcję sekretarza dowódcy wojsk walczących o niepodległość Haiti, generała Jean-Jacques Dessalinesa. Na jego zlecenie w nocy z 31 grudnia 1803 na 1 stycznia 1804 napisał tekst, który kilka godzin później, podczas konferencji dowódców armii w Gonaïves odczytano jako Deklarację Niepodległości Haiti. Był także autorem innego odczytanego podczas obrad dokumentu – proklamacji Dessalinesa do ludu Haiti. Wzywał w niej do wyrzeczenia się Francji i strzeżenia uzyskanej wolności.
Jako powiernik i bliski współpracownik szefa państwa miał przemożny wpływ na kształt wydawanych przezeń aktów prawnych. Współtworzył petycję, w której, w imieniu wojskowych i ludu, postulował wprowadzenie monarchii.
W okresie I Cesarstwa wchodził w skład pozakonstytucyjnej tajnej rady prywatnej, specjalnego ciała doradczego Jakuba I. Rywalizował o władzę z J. Chanlattem i Mentorem. Przyczynił się do odsunięcia od dworu większości generalicji (m.in. Alexandre’a Pétiona).
Stracony w nocy z 23 na 24 października 1806.
Pozostawił pamiętniki wydane przez Josepha Saint-Rémy jako Mémoires pour servir à l’histoire d’ Haïti... (Paryż 1851).